# Harald Focke

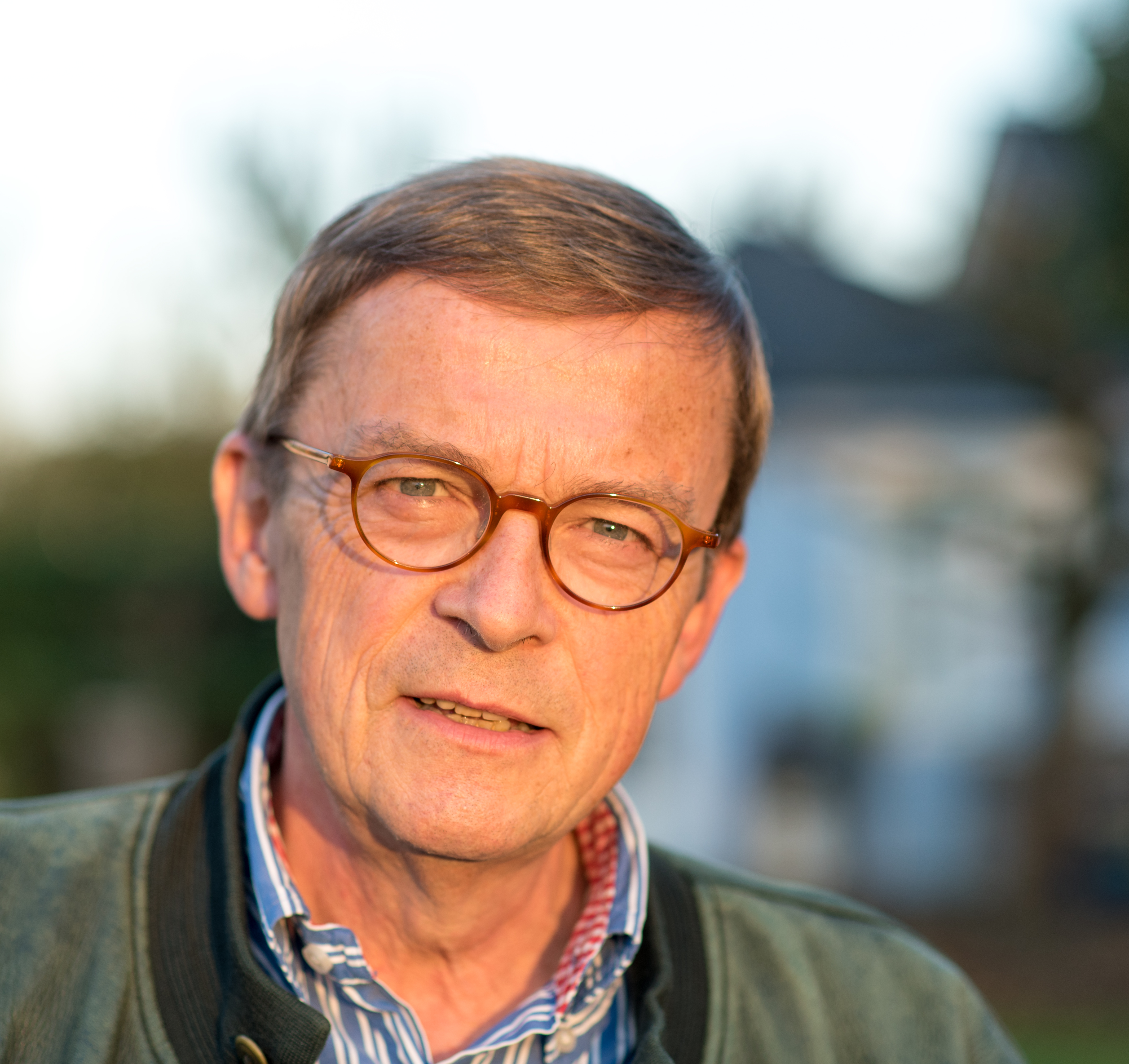
Harald Focke

Harald Focke (* 17. April 1950 in Bassum) ist ein deutscher Historiker, Autor und Journalist, der Bücher und Aufsätze überwiegend zur Schifffahrtsgeschichte, über Bassum und Sulingen sowie Schulbücher verfasst und herausgegeben hat. Sein bekanntestes Werk ist aber sicher das gemeinsam mit Uwe Reimer verfasste Alltag unter dem Hakenkreuz (Rowohlt Verlag), welches es auf die Spiegel-Bestsellerliste schaffte.

## Leben
Nach dem Abitur 1969 in Diepholz und dem Studium der Geschichte, Germanistik, der Politikwissenschaften und der Pädagogik in Hamburg unterrichtete er an Gymnasien in Hamburg und Sulingen die Fächer Geschichte, Deutsch und Politik. Er arbeitete bis 2013 als Studiendirektor in der Schulleitung des Gymnasiums Sulingen (Niedersachsen) und wohnt in Bassum. Er ist verheiratet und hat zwei erwachsene Kinder. Er war Herausgeber und Bearbeiter der Schulbuchreihe Das waren Zeiten des C. C. Buchner Verlags in Bamberg (mit Dieter Brückner). Focke arbeitet heute überwiegend als Schifffahrts- und Technikhistoriker. Seit 2016 ist er Herausgeber und Chefredakteur von Oceanum. Das Maritime Magazin und zugleich Mitherausgeber der Reihen Oceanum Spezial und Kompakt (alle Oceanum Verlag). Er ist auch Mitarbeiter von Traktor classic und betrieb die Website www.lloyd-klassik-kontor.de.

## Werke
- Friedrich List und die südwestdeutsche Amerikaauswanderung 1817–1846. In: Günter Moltmann (Hrsg.): Deutsche Amerikaauswanderung im 19. Jahrhundert. Sozialgeschichtliche Beiträge (= Amerikastudien. Band 44). Stuttgart 1976.
- mit Uwe Reimer: Alltag unterm Hakenkreuz. Wie die Nazis das Leben der Deutschen veränderten. Ein aufklärendes Lesebuch. Reinbek bei Hamburg 1979.
- mit Monika Strocka: Alltag unterm Hakenkreuz. Reinbek bei Hamburg.
- (Hrsg.): Unser Nachbar Polen. Zur Polnischen Woche 1981 im Helene-Lange-Gymnasium. Hamburg 1981.
- mit Hartmut Hohlbein: Der Reichstag billigt das Ermächtigungsgesetz – Ein historisches Protokoll (23. März 1933). Landeszentrale für politische Bildung Hamburg, Hamburg 1983.
- mit Hermann Greve, Hilmar Kurth: Als die Synagogen brannten. Der Judenpogrom vom 9./10. November 1938 in Deutschland und im Kreis Diepholz. Seine Vorgeschichte und seine Folgen. Hrsg.: Arbeitskreis Regionalgeschichte Syke. Sulingen 1988.
- mit Helmut Behrens, Walter Brackland: Bassum in den Fünfzigern. Bilder aus Stadt und Land. Bassum 1990.
- mit Helmut Behrens, Walter Brackland: Das waren noch Zeiten. Unser Alltag in den Fünfzigern. Bassum 1992.
- mit Roderich Heldt: Sulingen in den Fünfzigern. Ein Bildspaziergang. Bassum 1997.
- mit Helmut Behrens, Walter Brackland: Mit Wasser und Wind. Alte Mühlen in Bassum und Umgebung. Bassum 1997.
- Komm mit auf die Hansekogge! Hrsg.: Deutsches Schifffahrtsmuseum, Bremerhaven, Berlin/Diepholz 1999.
- Bremens letzte Liner. Die großen Passagierschiffe des Norddeutschen Lloyd nach 1945. Bremen 2002, ISBN 3-89757-148-X.
- Mit dem Lloyd nach New York. Erinnerungen an die Passagierschiffe BERLIN, BREMEN und EUROPA. Bremen 2004, ISBN 3-89757-251-6.
- Im Liniendienst auf dem Atlantik. Neue Erinnerungen an die Passagierschiffe Berlin, Bremen und Europa des Norddeutschen Lloyd. Bremen 2006.
- mit Jörn Buchholz: Auf Lloyd-Frachtern. Erinnerungen 1957–1964. Bremen 2007.
- Borgwards Hubschrauber. Kolibri, das Auto der Lüfte. Carl B. – Auto-Geschichte(n), Band 4. Kurze Verlag, Bremen 2014, ISBN 978-3-927485-84-6.
- mit Ulf Kaack: Die Schiffe der Reichs- und Kriegsmarine 1921–1945. GeraMond Verlag, München 2014, ISBN 978-3-86245-742-7.
- mit Ulf Kaack: Eye Of The Wind – Einem Traum auf der Spur. Forum Verlag, Merching 2014, ISBN 978-3-86586-379-9.
- mit Frank Scherer: Passagierschiffe in Hamburg 1951–1969. Bildband. Sutton Verlag, Erfurt 2015, ISBN 978-3-95400-585-7.
- mit Dirk Peters: Die Columbuskaje in Bremerhaven. Sutton Verlag, Erfurt 2015, ISBN 978-3-95400-550-5.
- mit Eberhard Nölke: Der Kapitän und seine Offiziere. Schiffsführung auf Stückgutfrachtern. Oceanum Verlag, Wiefelstede 2016, ISBN 978-3-86927-407-2.
- mit Helmut Behrens: Bassum in historischen Fotografien. Bildband. Sutton Verlag, Erfurt 2016, ISBN 978-3-95400-734-9.
- (Hrsg.): SCHULSCHIFF DEUTSCHLAND, In Zusammenarbeit mit dem Deutschen Schulschiff Verein e. V. und der Schifffahrtsgeschichtlichen Gesellschaft Bremerhaven e. V., ISBN 978-3-86927-613-7

Publikationen im Niederdeutschen Heimatblatt
- Die letzte Jungfernfahrt eines Bremer Liners. Aus der KUNGSHOLM wurde vor 50 Jahren die EUROPA des Norddeutschen Lloyd. In: Männer vom Morgenstern, Heimatbund an Elb- und Wesermündung e. V. (Hrsg.): Niederdeutsches Heimatblatt. Nr. 792. Nordsee-Zeitung GmbH, Bremerhaven Dezember 2015, S. 1–2 (Digitalisat [PDF; 2,2 MB; abgerufen am 10. September 2019]).
- Die ersten Container kamen an die Weser. Vor 50 Jahren lösten die Blechkisten in Deutschland eine Transport-Revolution aus. In: Männer vom Morgenstern, Heimatbund an Elb- und Wesermündung e. V. (Hrsg.): Niederdeutsches Heimatblatt. Nr. 796. Nordsee-Zeitung GmbH, Bremerhaven April 2016, S. 3–4 (Digitalisat [PDF; 739 kB; abgerufen am 30. Juli 2019]).
- Schwerer Brand beendet Karriere der HANSEATIC. Eine defekte Brennstoffleitung wurde dem Cuxhavener Liner in New York zum Verhängnis. In: Männer vom Morgenstern, Heimatbund an Elb- und Wesermündung e. V. (Hrsg.): Niederdeutsches Heimatblatt. Nr. 800. Nordsee-Zeitung GmbH, Bremerhaven August 2016, S. 1–2 (Digitalisat [PDF; 7,2 MB; abgerufen am 23. Juli 2019]).
- „Weiß wie ein Schwan glitt die ITALIA heran“. Vor 65 Jahren kam der New York-Liner der Home Lines erstmals nach Cuxhaven. In: Männer vom Morgenstern, Heimatbund an Elb- und Wesermündung e. V. (Hrsg.): Niederdeutsches Heimatblatt. Nr. 807. Nordsee-Zeitung GmbH, Bremerhaven März 2017, S. 1–2 (Digitalisat [PDF; 5,9 MB; abgerufen am 17. Juli 2019]).
- Die letzten Bremer Stückgutfrachter. Friesenstein-Klasse war eine teure Fehlentscheidung des Norddeutschen Lloyd. In: Männer vom Morgenstern, Heimatbund an Elb- und Wesermündung e. V. (Hrsg.): Niederdeutsches Heimatblatt. Nr. 813. Nordsee-Zeitung GmbH, Bremerhaven September 2017, S. 1–2 (Digitalisat [PDF; 3,4 MB; abgerufen am 13. Juli 2019]).
- Nur ein kurzes Gastspiel in Bremerhaven. HEIN MÜCK kam zu spät für den Wangerooge-Dienst des Norddeutschen Lloyd. In: Männer vom Morgenstern, Heimatbund an Elb- und Wesermündung e. V. (Hrsg.): Niederdeutsches Heimatblatt. Nr. 820. Nordsee-Zeitung GmbH, Bremerhaven April 2018, S. 2 (Digitalisat [PDF; 8,5 MB; abgerufen am 5. Juli 2019]).
- Unter Dampf und Segeln von der Weser nach New York. Die erste BREMEN des NDL startete vor 160 Jahren zu ihrer Jungfernreise. In: Männer vom Morgenstern, Heimatbund an Elb- und Wesermündung e. V. (Hrsg.): Niederdeutsches Heimatblatt. Nr. 822. Nordsee-Zeitung GmbH, Bremerhaven Juni 2018, S. 1–2 (Digitalisat [PDF; 5,7 MB; abgerufen am 21. Juni 2019]).
- Wassersalut für die HAMBURG am Steubenhöft. Vor 50 Jahren in Cuxhaven Kreuzfahrtschiff an die Deutsche Atlantik-Linie übergeben. In: Männer vom Morgenstern, Heimatbund an Elb- und Wesermündung e. V. (Hrsg.): Niederdeutsches Heimatblatt. Nr. 831. Nordsee-Zeitung GmbH, Bremerhaven März 2019, S. 1 (Digitalisat [PDF; 3,3 MB; abgerufen am 15. Juni 2019]).
- Die Todesfahrt der BERLIN. Im Orkan gingen vier Mann über Bord. In: Männer vom Morgenstern, Heimatbund an Elb- und Wesermündung e. V. (Hrsg.): Niederdeutsches Heimatblatt. Nr. 837. Nordsee-Zeitung GmbH, Bremerhaven September 2019, S. 1 (Digitalisat [PDF; 2,5 MB; abgerufen am 10. Oktober 2019]).